# Mikia patellipalpis
Mikia patellipalpis là một loài ruồi trong họ Tachinidae.